# Oosterplas ('s-Hertogenbosch)
De Oosterplas is een Nederlands meer in de Brabantse hoofdstad 's-Hertogenbosch. Het meer is gelegen in de wijk Aawijk Zuid in het stadsdeel Zuidoost. Het meer is in de jaren 60 gegraven als zandwinningslocatie. Het zand werd gebruikt om een gedeelte van Aawijk Zuid en Aawijk Noord te bouwen.
Het gebied biedt diverse mogelijkheden tot recreatie. Sportverenigingen nabij de Oosterplas zijn onder andere een tennisvereniging en de hockeyvereniging Hockeyclub 's-Hertogenbosch. Het Sportpark Oosterplas ligt ingeklemd tussen het water en de Rijksweg 2. Vooral de hockeyvereniging heeft een tekort aan ruimte. Vanaf april 2007 wordt gekeken naar de mogelijkheid en wenselijkheid om een gedeelte van het meer te dempen, ten behoeve van de hockeyvereniging. Er liggen momenteel planstudies die voorzien in uitbreidingen naar zeven velden en een overdekte zittribune door middel van herinrichting.
In 2009 is er een begin gemaakt met het renoveren van het recreatiegebied om de Oosterplas heen. Er is een nieuwe waterkant gemaakt, paden zijn vernieuwd, nieuwe paden zijn aangelegd, het strandgebied is gerenoveerd met nieuw zand en nieuwe omkleedruimtes. Het nieuwe strandpaviljoen biedt van mei tot en met september ruimte aan horeca en de toezichthouders van de gemeente (ma t/m vr) en Bossche Reddings Brigade (weekend). Er is een grote parkeerplaats aangelegd voor de bezoekers van de sportverenigingen en strandbezoekers.